# Tênis de mesa nos Jogos da Commonwealth de 2006
O tênis de mesa nos Jogos da Commonwealth de 2006 foi realizado em Melbourne, na Austrália, entre 16 e 26 de março. Oito eventos foram disputados no Melbourne Sports and Aquatics Centre, incluído um para atletas com deficiência física (EAD).

## Medalhistas
Masculino
| Evento  | Ouro                                                 | Prata                                         | Bronze                                                   |
| Simples | Sharath Kamal IND Índia                              | William Henzell AUS Austrália                 | Segun Toriola NGR Nigéria                                |
| Duplas  | Monday Merotohun Segun Toriola NGR Nigéria           | Andrew Baggaley Andrew Rushton ENG Inglaterra | Cai Xiao Li Yang Zi SIN Singapura                        |
| Equipes | Soumyadeep Roy Sharath Kamal Subhajit Saha IND Índia | Yang Zi Cai Xiao Li Jason Ho SIN Singapura    | Kazeem Nasiru Segun Toriola Monday Merotohun NGR Nigéria |

Feminino
| Evento      | Ouro                                               | Prata                                                | Bronze                                          |
| Simples     | Zhang Xue Ling SIN Singapura                       | Li Jia Wei SIN Singapura                             | Xu Yan SIN Singapura                            |
| Simples EAD | Susan Gilroy ENG Inglaterra                        | Faith Obiora NGR Nigéria                             | Catherine Mitton ENG Inglaterra                 |
| Duplas      | Li Jia Wei Zhang Xue Ling SIN Singapura            | Sharon Tan Xu Yan SIN Singapura                      | Lay Jian Fang Miao Miao AUS Austrália           |
| Equipes     | Zhang Xue Ling Li Jia Wei Sharon Tan SIN Singapura | Miao Miao Stephanie Sang Lay Jian Fang AUS Austrália | Poulomi Ghatak Mouma Das Nandita Saha IND Índia |

Misto
| Evento | Ouro                                 | Prata                                | Bronze                               |
| Duplas | Zhang Xue Ling Yang Zi SIN Singapura | Li Jia Wei Cai Xiao Li SIN Singapura | Tan Paey Fern Jason Ho SIN Singapura |

## Quadro de medalhas
Cinco delegações conquistaram medalhas:
| Ordem | País       | Medalha de ouro | Medalha de prata | Medalha de bronze | Total |
| ----- | ---------- | --------------- | ---------------- | ----------------- | ----- |
| 1     | Singapura  | 4               | 4                | 3                 | 11    |
| 2     | Índia      | 2               |                  | 1                 | 3     |
| 3     | Nigéria    | 1               | 1                | 2                 | 4     |
| 4     | Inglaterra | 1               | 1                | 1                 | 3     |
| 5     | Austrália  |                 | 2                | 1                 | 3     |
| TOTAL | TOTAL      | 8               | 8                | 8                 | 24    |